# Platyplectrus medius
Platyplectrus medius är en stekelart som beskrevs av Zhu och Huang 2002. Platyplectrus medius ingår i släktet Platyplectrus och familjen finglanssteklar. Inga underarter finns listade i Catalogue of Life.